# Episodi di The Ann Sothern Show (seconda stagione)
La seconda stagione della serie televisiva The Ann Sothern Show è andata in onda negli Stati Uniti dal 5 ottobre 1959 al 23 maggio 1960 sulla CBS.
| nº | Titolo originale                  | Prima TV USA     |
| -- | --------------------------------- | ---------------- |
| 1  | The Lucy Story                    | 5 ottobre 1959   |
| 2  | Katy and the Cowboy               | 12 ottobre 1959  |
| 3  | Katy and Olive's Nervous Break-up | 19 ottobre 1959  |
| 4  | Domestic Katy                     | 26 ottobre 1959  |
| 5  | The Sal Mineo Story               | 2 novembre 1959  |
| 6  | The Big Pay-Off                   | 16 novembre 1959 |
| 7  | Old Buddy Boy                     | 23 novembre 1959 |
| 8  | Queen for a Day                   | 30 novembre 1959 |
| 9  | Katy and the New Girl             | 7 dicembre 1959  |
| 10 | The Tender Trap                   | 14 dicembre 1959 |
| 11 | Top Executive                     | 21 dicembre 1959 |
| 12 | Katy Mismanages                   | 28 dicembre 1959 |
| 13 | The Woman Behind the Throne       | 4 gennaio 1960   |
| 14 | Slightly Married                  | 11 gennaio 1960  |
| 15 | Devery's White Elephant           | 18 gennaio 1960  |
| 16 | Katy's New Career                 | 25 gennaio 1960  |
| 17 | The Witness                       | 1º febbraio 1960 |
| 18 | The Dog Who Came to Dinner        | 8 febbraio 1960  |
| 19 | Olive's Dream Man                 | 15 febbraio 1960 |
| 20 | A Touch of Larceny                | 22 febbraio 1960 |
| 21 | Common Cents                      | 29 febbraio 1960 |
| 22 | The Freeloader                    | 14 marzo 1960    |
| 23 | Billy                             | 21 marzo 1960    |
| 24 | I Can Get It for You Wholesale    | 28 marzo 1960    |
| 25 | Katy Meets Danger                 | 4 aprile 1960    |
| 26 | The Roman Hatter                  | 11 aprile 1960   |
| 27 | Surprise, Surprise                | 18 aprile 1960   |
| 28 | One for the Books                 | 25 aprile 1960   |
| 29 | Doubting Devery                   | 2 maggio 1960    |
| 30 | Boy Genius                        | 9 maggio 1960    |
| 31 | Wedding March                     | 16 maggio 1960   |
| 32 | Angels                            | 23 maggio 1960   |

## The Lucy Story
- Prima televisiva: 5 ottobre 1959

### Trama
- Guest star: Jack Mullaney (Johnny Wallace), Lucille Ball (Lucy Ricardo)

## Katy and the Cowboy
- Prima televisiva: 12 ottobre 1959

### Trama
- Guest star: Merry Anders (Myrna), Guy Madison, Dean Oliver, Casey Tibbs

## Katy and Olive's Nervous Break-up
- Prima televisiva: 19 ottobre 1959

### Trama
- Guest star: Alice Backes (Arlene), Jan Englund (Marion), Marge Redmond (Alice), Gloria Robertson

## Domestic Katy
- Prima televisiva: 26 ottobre 1959

### Trama
- Guest star: Ann Morriss (Edna), James Philbrook (Bender)

## The Sal Mineo Story
- Prima televisiva: 2 novembre 1959

### Trama
- Guest star: Denise Alexander (Connie), Frank Griffin (uomo), Sal Mineo (Nicky Silvero)

## The Big Pay-Off
- Prima televisiva: 16 novembre 1959

### Trama
- Guest star: Tol Avery (Mr. McGreevey), Jack Mullaney (Johnny Wallace), Phil Arnold (poliziotto), Peter Leeds (Mr. Norris), Charles Cane (Park Groundsman)

## Old Buddy Boy
- Prima televisiva: 23 novembre 1959

### Trama
- Guest star: Mark Dana (Tom Burke), Jack Mullaney (Johnny Wallace)

## Queen for a Day
- Prima televisiva: 30 novembre 1959

### Trama
- Guest star: William Allyn (Paul), Kent Taylor (Ed Morley)

## Katy and the New Girl
- Prima televisiva: 7 dicembre 1959

### Trama
- Guest star: Jan Englund (Marian), Eva Gabor

## The Tender Trap
- Prima televisiva: 14 dicembre 1959

### Trama
- Guest star: Dolores Donlon (LaVerne), Jay Douglas (Jeff), George N. Neise (Jack), Elaine Riley (Hilda)

## Top Executive
- Prima televisiva: 21 dicembre 1959

### Trama
- Guest star: Jayne Meadows (Liza Vincent)

## Katy Mismanages
- Prima televisiva: 28 dicembre 1959

### Trama
- Guest star: Nesdon Booth (Guest), William Kendis (Jerry Van), Herb Vigran (Pete Wilson), Jack Wagner (Alfred)

## The Woman Behind the Throne
- Prima televisiva: 4 gennaio 1960

### Trama
- Guest star: Henry Beckman (Chairman), John Emery (Hodges), Harriet E. MacGibbon (Mrs. Wilson), Herb Vigran (Pete)

## Slightly Married
- Prima televisiva: 11 gennaio 1960

### Trama
- Guest star: Harry Ellerbe (tenente), Frank Behrens (Mr. Thomas), Wally Richard (Mr. Jameson), Jack Wagner (Alfred), Charles Herbert (David Travis), Eileen Harley (Mrs. Jameson)

## Devery's White Elephant
- Prima televisiva: 18 gennaio 1960

### Trama
- Guest star: Verna Felton (Mrs. Kittredge), Cheryl Maxwell (Mrs. Dennis), Bruce Wendell (Dennis)

## Katy's New Career
- Prima televisiva: 25 gennaio 1960

### Trama
- Guest star: Jack Holland (Wernecke), Jesse White (Simpson)

## The Witness
- Prima televisiva: 1º febbraio 1960

### Trama
- Guest star: Jack Albertson, Lurene Tuttle

## The Dog Who Came to Dinner
- Prima televisiva: 8 febbraio 1960

### Trama
- Guest star: Howard McNear (Mr. Bixby)

## Olive's Dream Man
- Prima televisiva: 15 febbraio 1960

### Trama
- Guest star: Hollis Irving (Louise), Doris Singleton (Mavis), John Archer (Charlie), Bobby Sargent (Fred Danton), Joe E. Brown (Mitchell Carson), Bill Tennant (usciere)

## A Touch of Larceny
- Prima televisiva: 22 febbraio 1960

### Trama
- Guest star: Howard McNear (Mr. Bixby), Jesse White (Oscar Pudney), Charity Grace (madre), George DeNormand (impiegato)

## Common Cents
- Prima televisiva: 29 febbraio 1960

### Trama
- Guest star: Ken Berry (Woody), Dean Fredericks (Johnson), John Hart (Kendall)

## The Freeloader
- Prima televisiva: 14 marzo 1960

### Trama
- Guest star: Eliot Feld (Joey), Robert Tafur (Alvarez), Vicente Padula (Man in Lobby), Rosa Turich (Woman in Lobby), Jesse White (Oscar Pudney), Robert Strauss (Cousin Shelly), Michael Ross (ospite dell'hotel)

## Billy
- Prima televisiva: 21 marzo 1960

### Trama
- Guest star: Ken Berry (Woody), Jack Albertson (Mr. Dooley), Henry McCann (Randy), Joel Grey (Billy Wilton), Lloyd Nelson (Frank)

## I Can Get It for You Wholesale
- Prima televisiva: 28 marzo 1960

### Trama
- Guest star: Edward Brophy (Seymour), Jesse White (Oscar Pudney)

## Katy Meets Danger
- Prima televisiva: 4 aprile 1960

### Trama
- Guest star: James Daly (Johnny Danger), Jack Wagner (Alfred)

## The Roman Hatter
- Prima televisiva: 11 aprile 1960

### Trama
- Guest star: Fay Baker (Louise Spencer), Nico Minardos (Giovanni Daroda), Lillian Culver (Mrs. Townsend), Florence MacMichael (Hat Store Customer), Grady Sutton (Maurice Swann)

## Surprise, Surprise
- Prima televisiva: 18 aprile 1960

### Trama
- Guest star: Jackie Coogan (Barney Dunaway), Gage Clarke (dottor Brown), Jack Wagner (Alfred)

## One for the Books
- Prima televisiva: 25 aprile 1960

### Trama
- Guest star: Jesslyn Fax (Tilly Barlow), Estelle Winwood (Mrs. Parker), Mary Treen (Mary Conway), Mimi Gibson (Clarissa), Jack Wagner (impiegato)

## Doubting Devery
- Prima televisiva: 2 maggio 1960

### Trama
- Guest star: Ross Elliott (Grant), Sue Casey (Lois), Richard Reeves (portiere), Jim Hawthorne (Wilson), Bob Sweeney (Blackstone)

## Boy Genius
- Prima televisiva: 9 maggio 1960

### Trama
- Guest star: Raymond Bailey (Benson), Jimmy Fields (Richy Gordon), Audrey Totter (Lil)

## Wedding March
- Prima televisiva: 16 maggio 1960

### Trama
- Guest star: Jackie Coogan (Barney Dunaway), Paul Dubov (Michel), Rebecca Richman (Lucille), Grady Sutton (Swann)

## Angels
- Prima televisiva: 23 maggio 1960

### Trama
- Guest star: Ken Berry (Woody), Guy Mitchell (Johnny Daniels), Jack Wagner (Alfred), Jesse White (Oscar Pudney)